# Bernhard Mankell
Johan Jakob Bernhard Mankell, född 23 oktober 1871 i Överlännäs församling, Västernorrlands län, död 15 augusti 1947 i Stockholm, var en svensk skolledare.
Mankell, som var son till kronolänsman Julius Mankell och Hilda Lidén, blev student 1890, avlade teologisk-filosofisk examen vid Uppsala universitet 1893 och teoretisk teologisk examen 1897 samt blev filosofie kandidat 1902. Han blev t.f. konsistorieamanuens i Visby 1898, genomförde provår i Stockholm 1903–1904, var e.o. läroverksadjunkt där 1904–1910, utnämndes till adjunkt vid Södra Latin i Stockholm 1910 och till rektor vid Krafftska skolan i Stockholm 1911. Han deltog i Orphei Drängars sångarfärder till de flesta europeiska länder 1894, 1900, 1903, 1907 och 1909. Han skrev musikanmälningar i Stockholms-Tidningen 1903–1906. Han tilldelades Pro Patrias guldmedalj 1925. Han ligger begravd på Norra begravningsplatsen i Stockholm.